# WPFW
WPFW，是一家位于华盛顿特区的调频广播电台，由太平洋基金会（Pacifica Foundation）所有。该电台于1977年开播至今，一直以播出爵士乐、经典节奏布鲁斯音乐为主要播出内容。WPFW作为一家公共广播电台，不以商业广告营收，主要资金来源是听众的捐款和非政府组织的赞助。目前该电台发射功率为50千瓦，覆盖华盛顿特区和巴尔的摩。